# Acanthodelta xanthodera
Acanthodelta xanthodera är en fjärilsart som beskrevs av Holland 1894. Acanthodelta xanthodera ingår i släktet Acanthodelta och familjen nattflyn. Inga underarter finns listade i Catalogue of Life.